# Опиди (Салерно)
Опиди је насеље у Италији у округу Салерно, региону Кампанија.
Према процени из 2011. у насељу је живело 287 становника. Насеље се налази на надморској висини од 250 м.